# Özlem Cekic

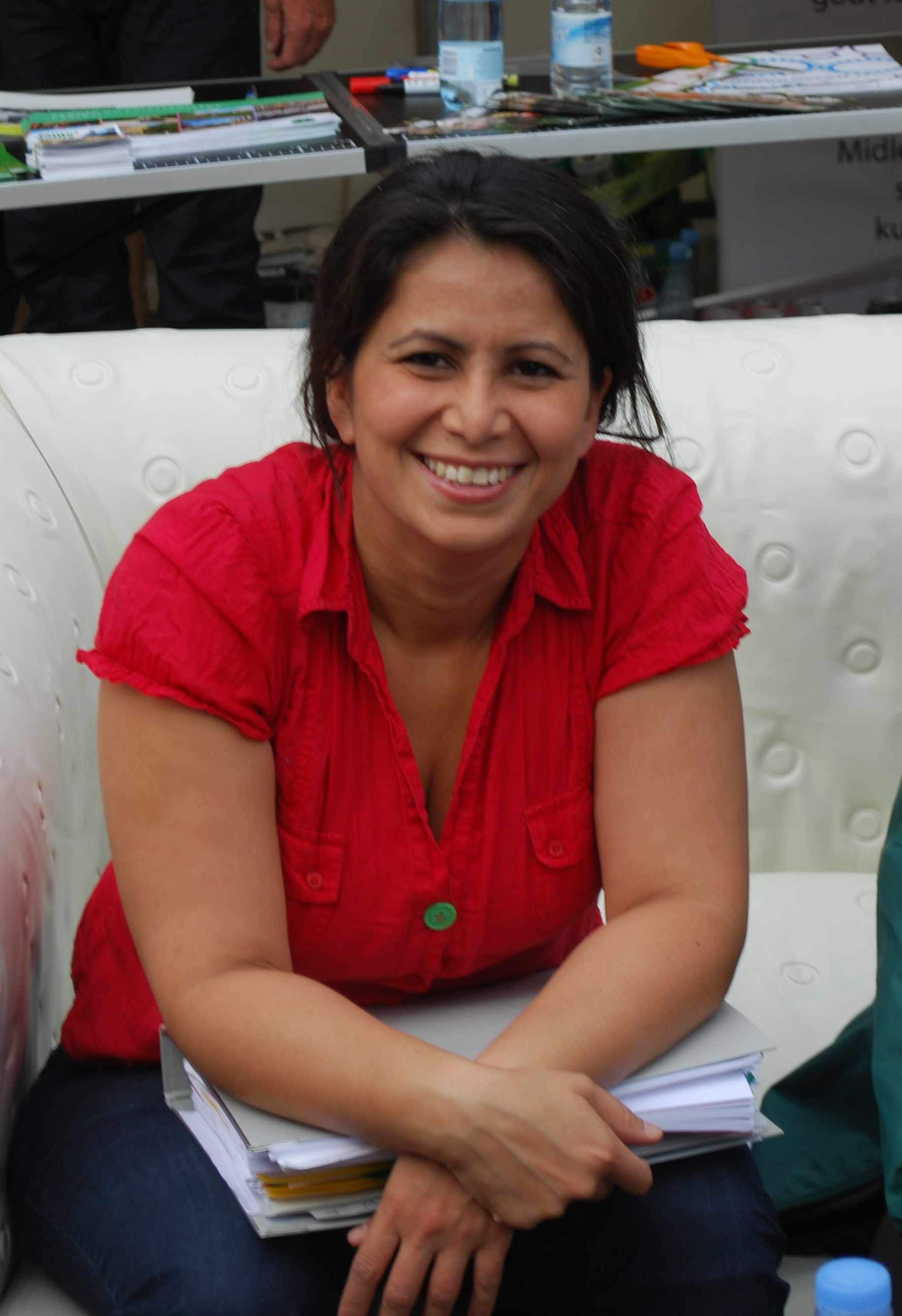
Özlem Cekic år 2011.

Özlem Sara Cekic (kurdiska: Çekiç, uttalas: Chekich), född 7 maj 1976 i Ankara, Turkiet, är en dansk före detta politiker för Socialistisk Folkeparti (SF) med kurdiskt ursprung. Numera är hon rådgivare, föreläsare och debattör. Hon var folketingsledamot 2007–2015.

## Bakgrund
Cekic föddes 1976 i Ankara, men är ursprungligen från Haciömeroğlu, en kurdisk by belägen i Konya, gränsen till Ankara. Hon flyttade till Danmark från Finland när hon var 10 år gammal och är uppväxt i Vesterbro. Examen avlade hon från Rysensteen Gymnasium 1996 och tog sjuksköterskeexamen år 2000. Fram till 2007 arbetade hon på Rigshospitalet. Tidigare har hon arbetat inom psykiatri, bland annat vid distriktspsykiatri med traumatiserade flyktingar och invandrare, Sankt Hans Hospital 2006–2007 med narkomaner på gatunivå och i Barn- och ungdomspsykiatrisk avdelning på Bispebjerg Hospital mellan 2000 och 2004.

## Politisk karriär
Özlem Cekic gick med i SF efter folketingsvalet 2001 och blev kandidat för Socialistisk Folkeparti 2005, där hon endast fick 168 röster i folketingsvalet 2005. Under folketingsvalet 2007 blev hon invald i folketinget, den första kvinnliga ledamoten med en muslimsk invandrarbakgrund. I folketingsvalet 2011 förlorade SF många av det platser det hade vunnit i valet 2007, vilket innebar att hon eller den andra SF-folketingsledamoten Kamal Qureshi skulle behöva lämna parlamentet. Cekic förklarades som vinnaren med 5 383 röster mot Qureshis röster 1 977.
Vid folketingsvalet 2015 förlorade Socialistisk Folkeparti 9 av sina 16 platser i parlamentet och Cekic omvaldes inte.